# Membrana serosa
Em anatomia, uma membrana serosa é uma membrana de tecido liso constituída por duas camadas de mesotélio que segrega líquido seroso. A camada interior que reveste os órgãos das cavidades corporais denomina-se "membrana visceral". A esta camada interior de células epiteliais sobrepõe-se tecido conjuntivo e uma segunda camada de células epiteliais da membrana serosa, denominada "camada parietal".